# Kyethi
Kyethi är en kommun i Myanmar.   Den ligger i regionen Shanstaten, i den centrala delen av landet, 300 km nordost om huvudstaden Naypyidaw. Antalet invånare är 33 538.